# همپتون، نیوجرسی
همپتون (به انگلیسی: Hampton Township) شهری در ایالت نیوجرسی کشور ایالات متحده آمریکا است که جمعیت آن در سرشماری سال ۲۰۱۰ میلادی، ۵٬۱۹۶ نفر بوده‌است.